# موروس
موروس هي بلدية في ولاية مارانهاو في المنطقة الشمالية الشرقية من البرازيل.